# Onderweg (single van Bazart)
Onderweg is een single van de Belgische band Bazart met de Nederlandse zangeres S10 uit 2021. Het stond in hetzelfde jaar als tweede track op het gelijknamige album van Bazart.

## Achtergrond
Onderweg is geschreven door de leden van Bazart en geproduceerd door Oliver Symons. Het is een Nederlandstalig indiepopnummer. Op de versie op het album zingen enkel de bandleden, maar op de single is zang van S10 toegevoegd. De samenwerking is ontstaan nadat de artiesten via Instagram interesse in elkaar toonden. Hierna zijn ze samen de studio ingegaan.

## Hitnoteringen
Het lied bereikte enkel in België de hitlijsten. In de Vlaamse Ultratop 50 kwam het tot de dertiende positie in de zestien weken dat het in deze lijst te vinden was.